# Хімічна реакція з переносом протона
Хімічна реакція з переносом протона (англ. proton-transfer reaction) — хімічна реакція, головною особливістю якої є міжмолекулярний чи внутрімолекулярний перенос протона (гідрона) з одного реактивного центра на інший.
CH3COOH + CH3C(=O)CH3 → CH3COO– + CH3C(OH+)CH3